# Église de Pusula
L'église de Pusula (en finnois : Pusulan kirkko) est une église située dans le village de Pusula à Lohja en Finlande,.

## Galerie

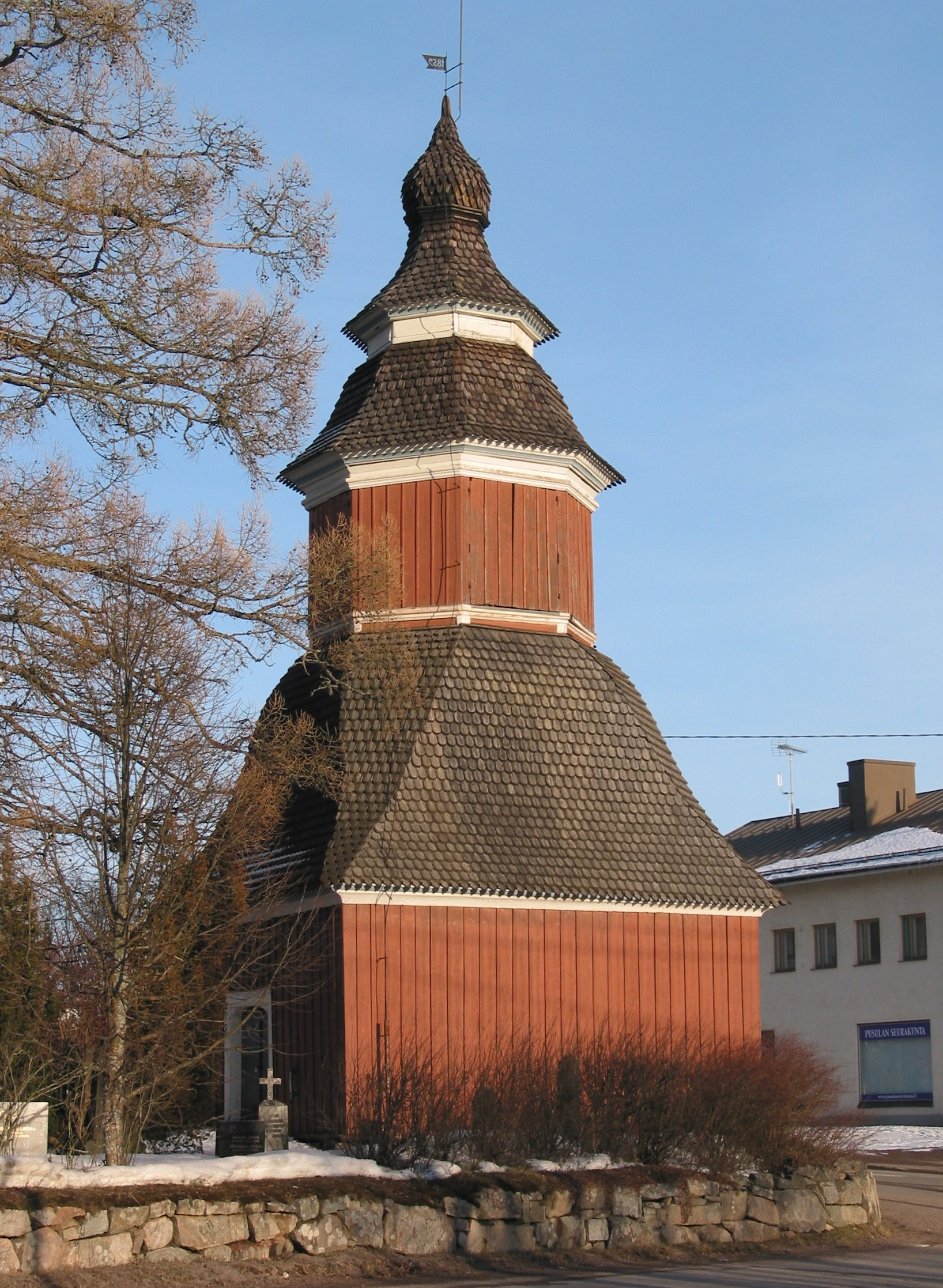
Le clocher.
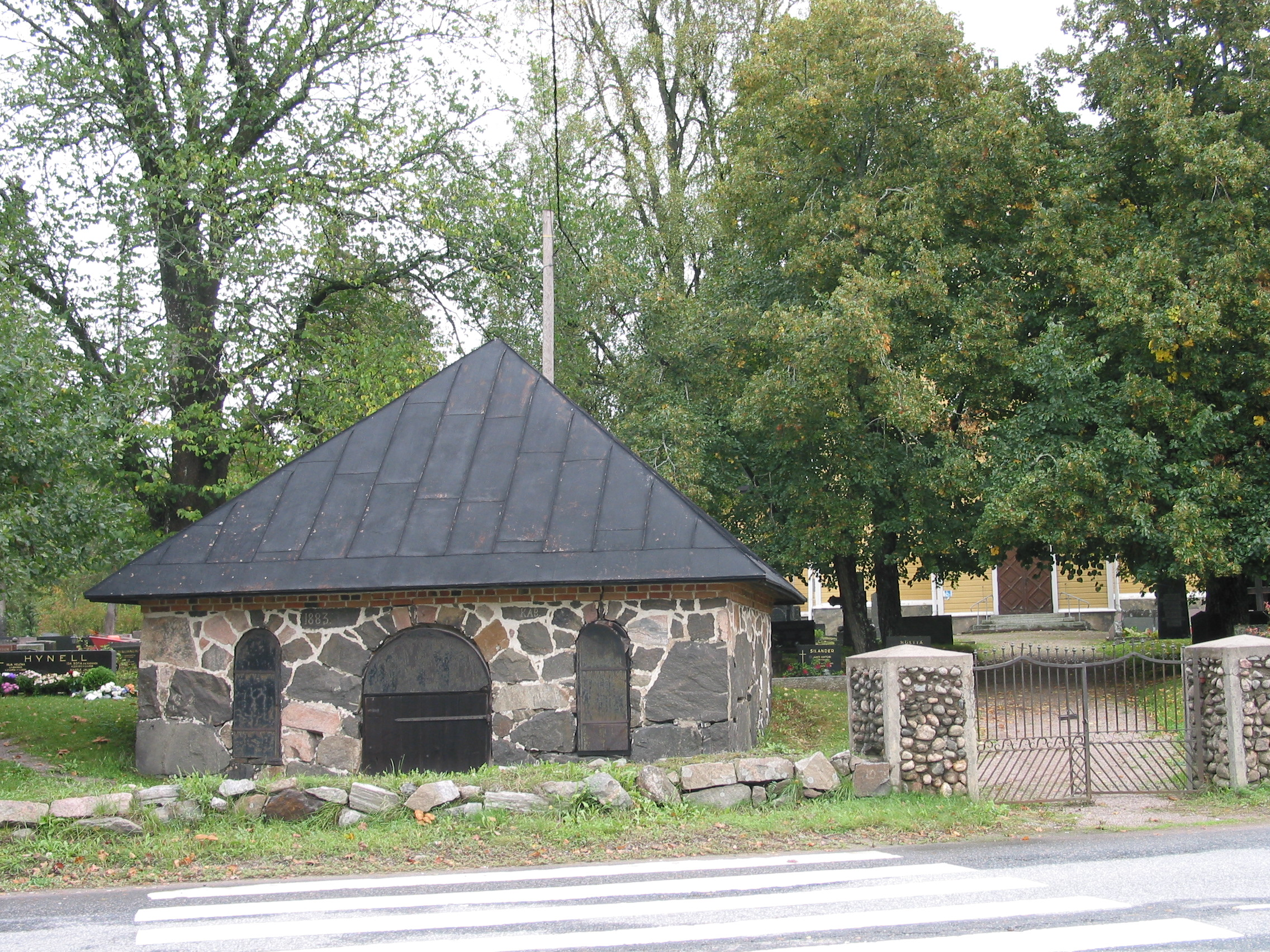
Le cimetière.